# Фредрік Шестрем
Фредрік Шестрем (швед. Fredrik Sjöström, нар. 6 травня 1983, Фергеланда) — шведський хокеїст, що грав на позиції крайнього нападника. Грав за збірну команду Швеції.
Провів понад 500 матчів у Національній хокейній лізі. 

## Ігрова кар'єра
Хокейну кар'єру розпочав на батьківщині 2000 року виступами за команду «Вестра Фрелунда».
2001 року був обраний на драфті НХЛ під 11-м загальним номером командою «Фінікс Койотс». 
Протягом професійної клубної ігрової кар'єри, що тривала 14 років, захищав кольори команд «Фінікс Койотс», «Нью-Йорк Рейнджерс», «Калгарі Флеймс» та «Торонто Мейпл-Ліфс».
Загалом провів 506 матчів у НХЛ, включаючи 17 ігор плей-оф Кубка Стенлі.
Був гравцем молодіжної збірної Швеції. Виступав за дорослу збірну Швеції.

## Інше
З 2013 по 2015 скаут свого рідної команди «Вестра Фрелунда», а з грудня 2015 генеральний менеджер клубу.

## Нагороди та досягнення
- Володар Кубка Вікторії в складі «Нью-Йорк Рейнджерс» — 2008.

## Статистика

### Клубні виступи
| Сезон        | Клуб                 | Ліга         | Регулярний сезон | Регулярний сезон | Регулярний сезон | Регулярний сезон | Регулярний сезон | Плей-оф | Плей-оф | Плей-оф | Плей-оф | Плей-оф |
| Сезон        | Клуб                 | Ліга         | І                | Г                | П                | О                | ШХ               | І       | Г       | П       | О       | ШХ      |
| ------------ | -------------------- | ------------ | ---------------- | ---------------- | ---------------- | ---------------- | ---------------- | ------- | ------- | ------- | ------- | ------- |
| 2000–01      | «Вестра Фрелунда»    | Елітсерія    | 31               | 2                | 3                | 5                | 6                | 5       | 0       | 0       | 0       | 2       |
| 2001–02      | «Калгарі Гітмен»     | ЗХЛ          | 58               | 19               | 31               | 50               | 51               | 4       | 1       | 1       | 2       | 8       |
| 2002–03      | «Калгарі Гітмен»     | ЗХЛ          | 63               | 34               | 43               | 77               | 95               | 5       | 1       | 3       | 4       | 4       |
| 2002–03      | «Спрингфілд Фелконс» | АХЛ          | 2                | 1                | 0                | 1                | 0                | 6       | 2       | 0       | 2       | 12      |
| 2003–04      | «Спрингфілд Фелконс» | АХЛ          | 17               | 0                | 7                | 7                | 8                | —       | —       | —       | —       | —       |
| 2003–04      | «Фінікс Койотс»      | НХЛ          | 57               | 7                | 6                | 13               | 22               | —       | —       | —       | —       | —       |
| 2004–05      | «Юта Гріззліс»       | АХЛ          | 80               | 14               | 24               | 38               | 57               | —       | —       | —       | —       | —       |
| 2005–06      | «Фінікс Койотс»      | НХЛ          | 75               | 6                | 17               | 23               | 42               | —       | —       | —       | —       | —       |
| 2006–07      | «Фінікс Койотс»      | НХЛ          | 78               | 9                | 9                | 18               | 48               | —       | —       | —       | —       | —       |
| 2007–08      | «Фінікс Койотс»      | НХЛ          | 51               | 10               | 9                | 19               | 14               | —       | —       | —       | —       | —       |
| 2007–08      | «Нью-Йорк Рейнджерс» | НХЛ          | 18               | 2                | 0                | 2                | 8                | 10      | 0       | 1       | 1       | 2       |
| 2008–09      | «Нью-Йорк Рейнджерс» | НХЛ          | 79               | 7                | 6                | 13               | 30               | 7       | 0       | 1       | 1       | 0       |
| 2009–10      | «Калгарі Флеймс»     | НХЛ          | 46               | 1                | 5                | 6                | 8                | —       | —       | —       | —       | —       |
| 2009–10      | «Торонто Мейпл-Ліфс» | НХЛ          | 19               | 2                | 3                | 5                | 4                | —       | —       | —       | —       | —       |
| 2010–11      | «Торонто Мейпл-Ліфс» | НХЛ          | 66               | 2                | 3                | 5                | 14               | —       | —       | —       | —       | —       |
| 2011–12      | «Фер'єстад»          | Елітсерія    | 20               | 1                | 4                | 5                | 10               | —       | —       | —       | —       | —       |
| 2012–13      | «Фрелунда»           | Елітсерія    | 50               | 5                | 5                | 10               | 16               | 1       | 0       | 0       | 0       | 0       |
| Усього в ШХЛ | Усього в ШХЛ         | Усього в ШХЛ | 136              | 13               | 15               | 28               | 60               | 6       | 0       | 0       | 0       | 2       |
| Усього в НХЛ | Усього в НХЛ         | Усього в НХЛ | 489              | 46               | 58               | 104              | 190              | 17      | 0       | 2       | 2       | 2       |

### Збірна
| Рік              | Команда          | Турнір           | І  | Г | П  | О  | ШХ |
| ---------------- | ---------------- | ---------------- | -- | - | -- | -- | -- |
| 2001             | Швеція           | МЧС              | 7  | 1 | 2  | 3  | 16 |
| 2001             | Швеція           | ЮЧС              | 6  | 3 | 3  | 6  | 4  |
| 2002             | Швеція           | МЧС              | 7  | 0 | 0  | 0  | 4  |
| 2003             | Швеція           | МЧС              | 4  | 0 | 1  | 1  | 14 |
| 2004             | Швеція           | ЧС               | 9  | 0 | 0  | 0  | 6  |
| Усього за збірні | Усього за збірні | Усього за збірні | 35 | 6 | 22 | 28 | 44 |